# Justina Robson

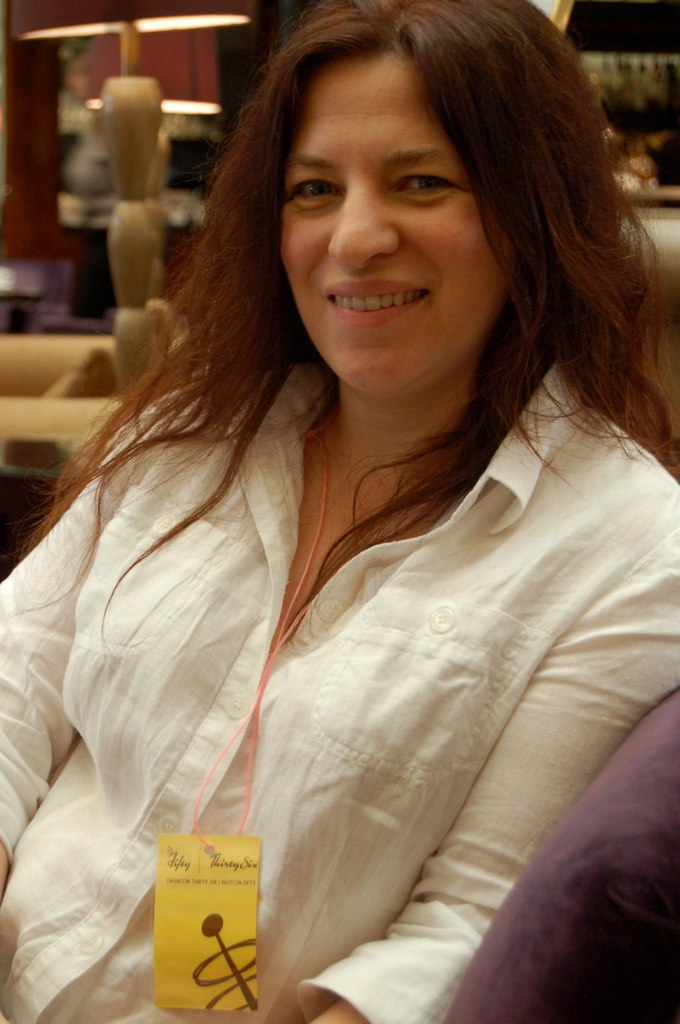
Justina Robson (2011)

Justina Louise Alice Robson (född 11 juni 1968 i Leeds) är en brittisk science fiction-författare. Hon studerade filosofi och lingvistik vid University of York.
Hon skrev först noveller och romandebuterade med Silver Screen 1999. Sedan dess har hon skrivit ytterligare ett antal romaner, både fristående och bokserier som Natural History, Quantum Gravity och After the War.